# Nationals de Hamilton
Les Nationals de Hamilton (Hamilton Nationals en anglais) est une ancienne franchise de crosse au champ basé à Hamilton près de Toronto en Ontario (Canada), jouant dans la Major League Lacrosse de 2009 à 2013. Il s'agit de la première équipe canadienne à intégrer cette ligue professionnelle. Ils disputaient leurs matchs à Ron Joyce Stadium.

## Histoire de la franchise
Les Nationals tirent leur origine à Rochester dans l'État de New York (États-Unis) sous le nom des Rattlers de Rochester. Cette franchise remporte le titre de la Major League Lacrosse en 2008. Lors de la saison 2009, la franchise déménage à Toronto et prend le nom des Nationals de Toronto, laissant le nom, les couleurs et l'histoire de la franchise à Rochester dans l'optique d'un possible futur retour. Une partie de l'effectif de Rochester est transférée à Toronto. À cette période, l'équipe disputaient leurs matchs à BMO Field, le partageant avec le club de soccer du Toronto FC.
Le 3 février 2011, les Nationals ont annoncé qu'ils allaient se déplacer à Hamilton. Il a également été annoncé que Arrow Express Sports prendrait la propriété exclusive de l'équipe qui jouera à domicile au Ron Joyce Stadium sur le campus de l'Université McMaster. Jody Gage a été annoncé comme le nouveau directeur général de l'équipe, tandis que Regy Thorpe a été nommé le nouvel entraîneur-chef.